# État du Delta
Cet article concerne l’État nigérien. Pour les autres significations, voir Delta.
L`État du Delta est un État au sud du Nigeria situé sur le delta du Niger.

## Histoire
L'État du Delta a été créé le 27 août 1991 sous l'administration du président Ibrahim Babangida.
Il est issu de la partie sud de l'ancien État de Bendel qui a fait partie du protectorat du Nigeria du Sud de 1900 à 1954 et des régions de l'ouest de 1955 à 1963.
L'État s'est aussi appelé Mid western region (région du centre-ouest) en 1963 et Mid western state (État du centre-ouest) en 1967.

## Géographie
L'État est bordé à l'ouest par l'État d'Ondo, au nord par l'État d'Edo, à l'est par les États d'Anambra et de Rivers, et au sud par l'État de Bayelsa. Il possède 160 km de côtes vers l'océan Atlantique au sud-ouest.

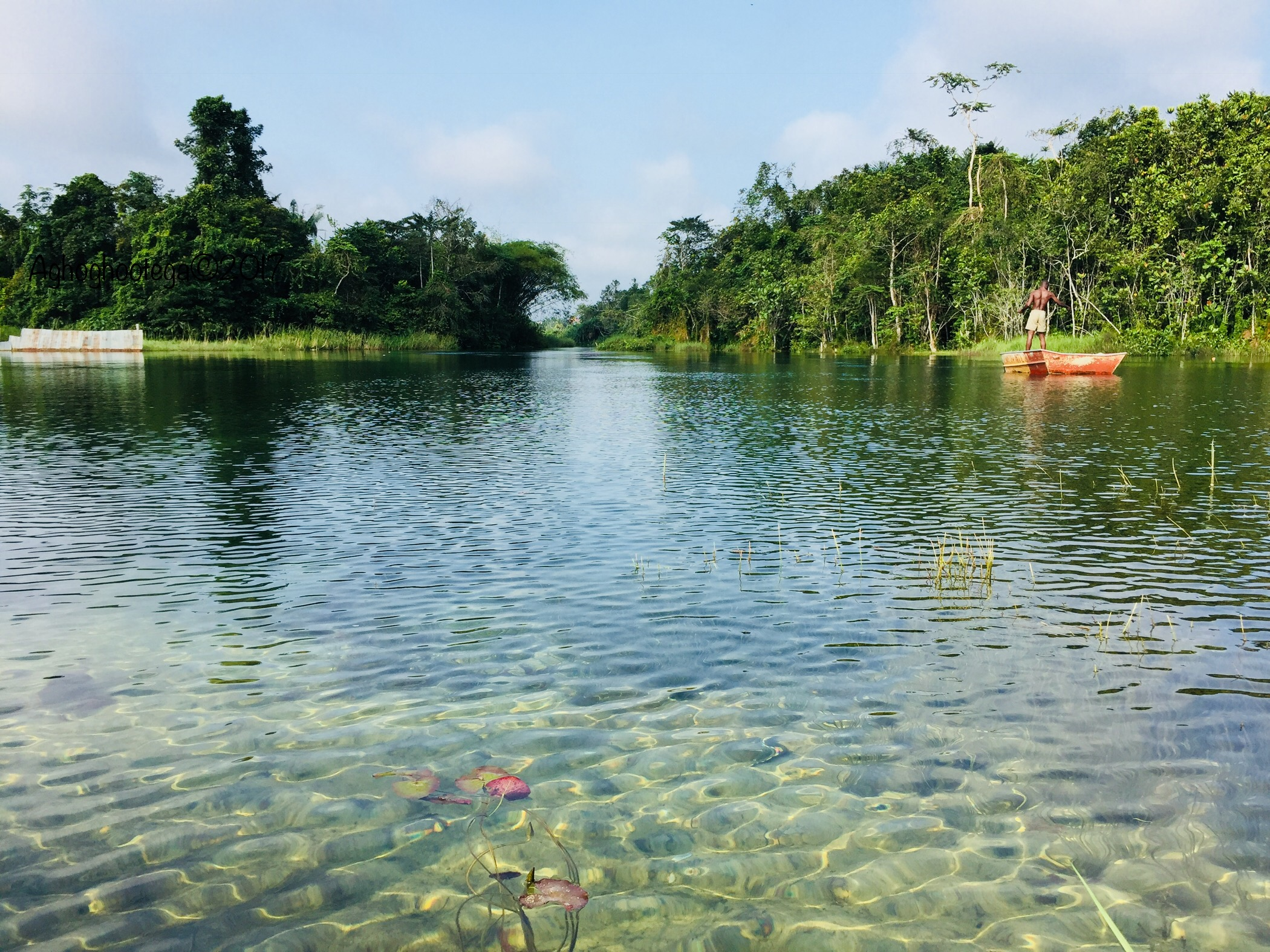
La rivière Ethiope, dans l'État du Delta, réputée comme étant la seule d'eau claire du Nigeria, et de ce fait attirant les touristes. Elle a également des qualités mystiques car sa source jaillit sous un bel arbre.

|                 | Edo           | Anambra |
| Golfe de Guinée | État du Delta | Rivers  |
|                 | Bayelsa       |         |

## Divisions
L'État du Delta est divisé en 25 zones de gouvernement local : 
Aniocha Nord, Aniocha Sud, Bomadi, Burutu, Ethiope Est, Ethiope Ouest, Ika Nord Est, Ika Sud, Isoko Nord, Isoko Sud, Ndokwa Est, Ndokwa Ouest, Okpe, Oshimili Nord, Oshimili Sud, Patani, Sapele, Udu, Ughelli Nord, Ughelli Sud, Ukwuani, Uvwie, Warri Nord, Warri Sud et Warri Sud Ouest.

## Économie

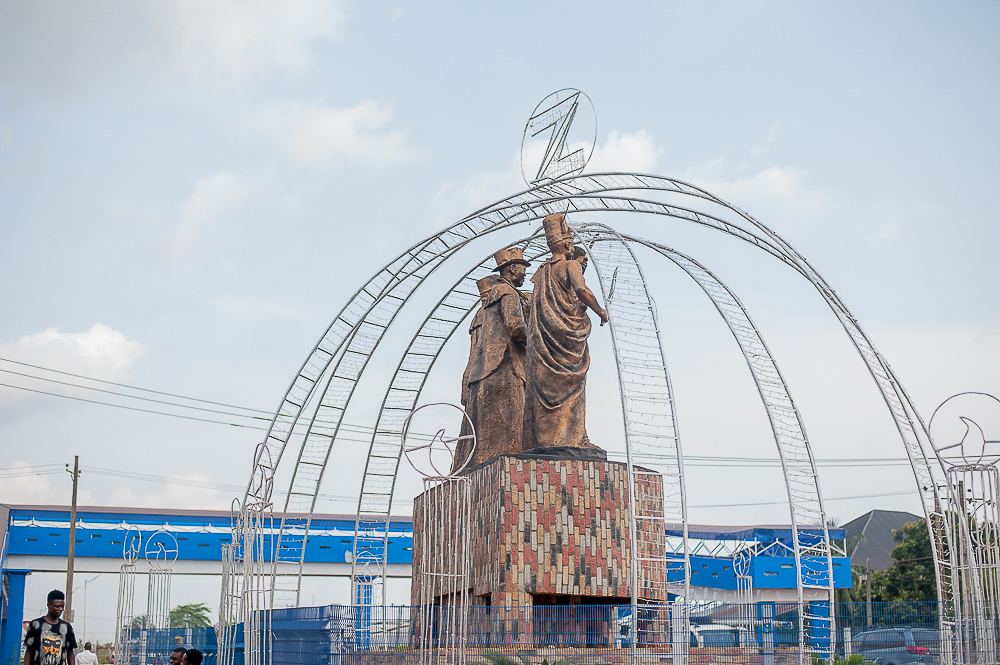
Rond-point Asaba à Asaba, État du Delta.

En mars 2018, Amnesty International presse le Nigeria d'ouvrir une enquête sur 89 déversements d'hydrocarbures qui ont eu lieu dans la région pétrolifère du Delta, devenu « l'un des endroits les plus pollués de la planète », accusant la compagnie pétrolière anglo-néerlandaise Shell et la compagnie italienne ENI d’être à l'origine de ces pollutions et de les avoir dissimulées.

## Culture
L'État est dominé par trois ethnies principales : Itsekiri, Ijaw et Isoko au sud, Urhobos au centre et Ibos au nord.

## Personnalités
- SHiiKANE, groupe de musique britanno-nigérian.
- Ngozi Okonjo-Iweala (1954-), économiste et femme politique nigériane, Directrice générale de l'Organisation mondiale du commerce.

## Gouverneurs
| Nom                     | Début             | Fin               | Statut         | Parti                        |
| ----------------------- | ----------------- | ----------------- | -------------- | ---------------------------- |
| Luke Chijiuba Ochulor   | 28 août 1991      | janvier 1992      | Administrateur |                              |
| Otoroumu Felix Ibru     | janvier 1992      | novembre 1993     | Gouverneur     | Parti social-démocrate       |
| Alhaji Abdulkadir Shehu | 17 novembre 1993  | 10 décembre 1993  | Administrateur |                              |
| Bassey Asuquo           | 10 décembre 1993  | 26 septembre 1994 | Administrateur |                              |
| Ibrahim Kefas           | 26 septembre 1994 | 22 août 1996      | Administrateur |                              |
| John David Dungs        | 22 août 1996      | 12 août 1998      | Administrateur |                              |
| Walter Feghabo          | 12 août 1998      | 29 mai 1999       | Administrateur |                              |
| James Onaneife Ibori    | 29 mai 1999       | 29 mai 2007       | Gouverneur     | Parti démocratique populaire |